# Leningrádi terület
A Leningrádi terület (oroszul Ленинградская область [Lenyingradszkaja oblaszty]) az Oroszországi Föderáció tagja. Székhelye Szentpétervár. 2010-ben a népessége 1 716 868 fő volt. Az ötmillió lakosú Szentpétervár szövetségi jelentőségű városként nem tartozik hozzá.

## Földrajz
Északon Karéliával, keleten a Vologdai területtel, délen a Novgorodi területtel, délnyugaton a Pszkovi területtel, délnyugaton Észtországgal, nyugaton a Balti-tenger Finn-öblével, északnyugaton pedig Finnországgal határos. Északi határán található a Ladoga-tó, északkeleten pedig az Onyega-tó.
Nyugati határa a Narva folyó.

## Története

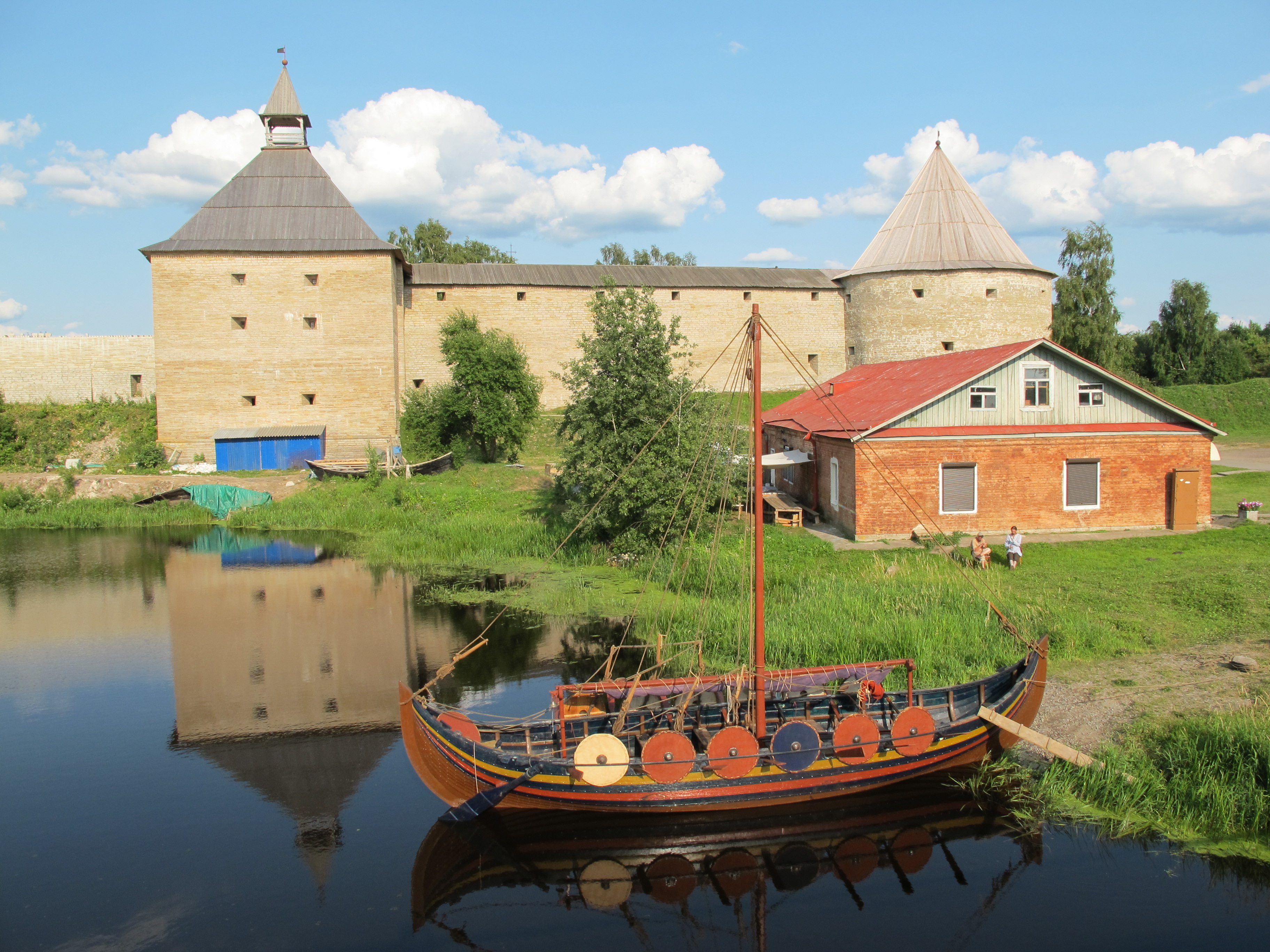
A Sztaraja Ladoga erődítménye

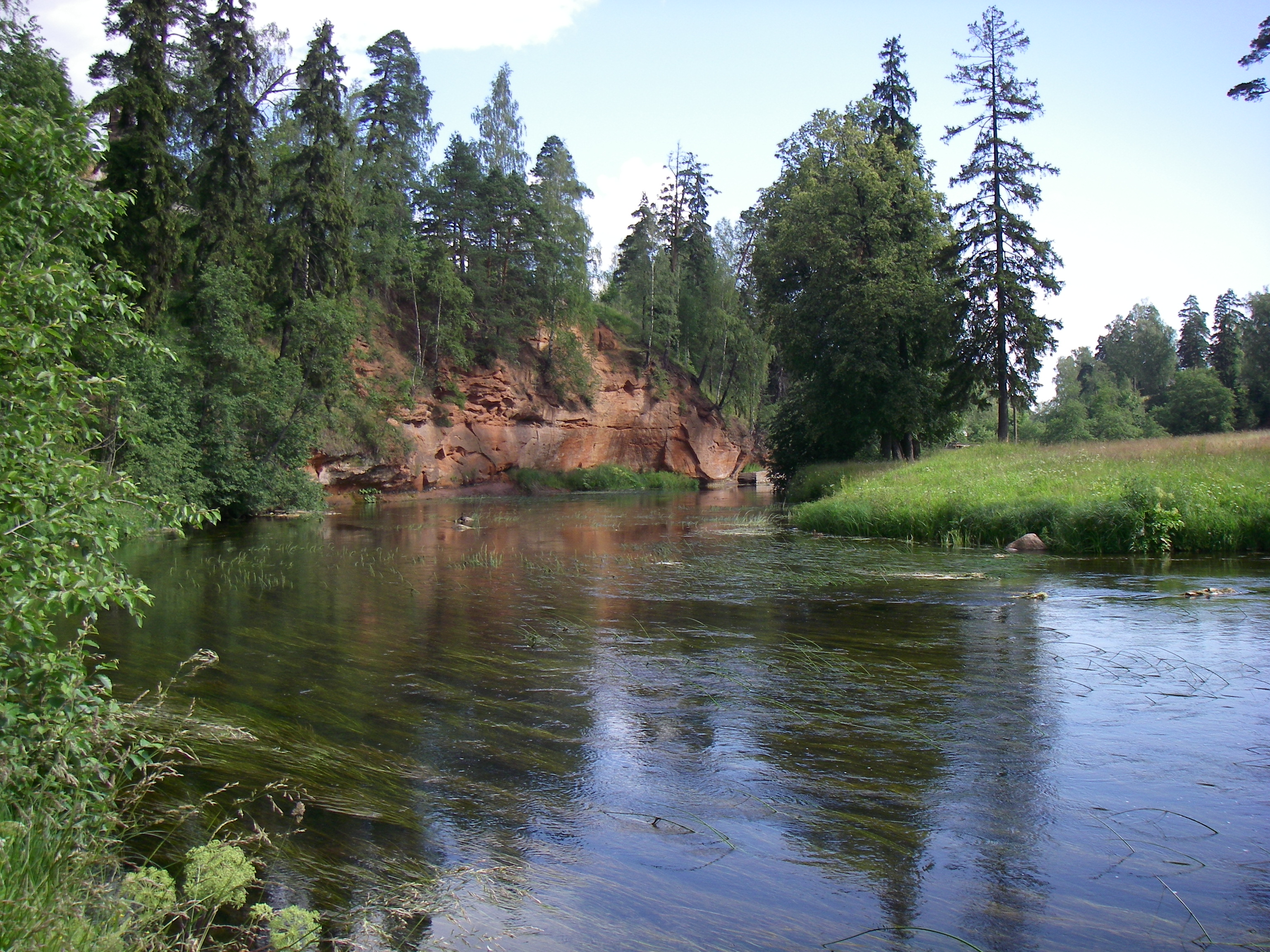
Az Oredezs folyó Sziverszkij közelében

A mai Leningrádi területet nem sokkal a Würm-glaciális után népesítették be, és többi régészeti tárgyat is találtak ott. A Volgát kereskedelmi útvonalnak használták a varégok, hogy elérjék a görögök területét. Sztaraja Ladoga, a legendás I. Rurik novgorodi fejedelem első fővárosa a 8. és a 9. században, a Volhov folyónál épült.
A 12. és a 15. század között a területen Svédország és a Novgorodi Köztársaság osztozott, és azt javarészt különféle finnugor népek lakták, így északnyugaton a karjalaiak, izsórok és vótok nyugaton, vepszék keleten, továbbá délen az ilmenyi szlávok.
A terület központi részét Ingria (Izsora, Inkeri, Ingeri) történelmi részként ismerték; a mai Leningrádi terület nagy részét 1617-ben Svédország a sztolbovói békeegyezményel eredményeként elfoglalta.

### Leningrádi terület
A mai Leningrádi területet 1927. augusztus 27-én alapították, követséget létesítettek. 1929-ben a Velikije Luki-i körzetet áthelyezték az újonnan alakult Nyugati területhez, és 1931 decemberében elkülönítették tőle. 1935-ben öt új kerületet hoztak létre a terület déli részén. 1936-ban ezek közül néhányat átcsatoltak, később viszont vissza is kerültek. Ezek a járások találhatók a területen: Vszevolozskiji járás, Krasznoszelszkij járás, Pargolovszkij járás és Pavlovszkiji járás (1944-ig Szlutszkij járás).
1939. november 30-án a Szovjetunió harcot vívott Finnországgal a hidegháborúban, amikor is 1940-ben a moszkvai békeszerződéssel néhány területet nyert, beleértve a Karéliai-földszorost is. Ezután csatolták át ezeket a területeket Finnországból a Szovjetunióba.
1941-ben Németország lerohanta a Szovjetuniót a Barbarossa hadműveletben, majd nem sokkal azután a wehrmachti háborúban[forrás?] elfoglalta a terület délnyugati részét és elérte Tyihvin városát kelet felé, majd a finn csapatok sikeresen visszafoglalták, miközben az akkori Leningrádot körbevették és a harc folytatódott.[forrás?] 1947-ben a területi igényeket a párizsi békeszerződéssel erősítették meg. A Leningrádi terület déli része a mai Novgorodi és a Pszkovi terület egyes részeiből alakult ki. 1945 januárjában az Észt SZSZSZK (ma Észtország) egykori városát, Ivangorodot (korábban Jaanilinn) az Orosz SZSZSZK-hoz csatolták és e területhez került. Bár a területe nagyság azóta nem változott túl sokat, a várost mégis kirekesztették és a mai résszel egyesült. 1946-ban az októberi forradalomban a várost jelentős finn területeket nyert Finnország korábbi partjánál, amin a szesztroretszkiji járás és a kurortniji járás osztozott, beleértve Zelenogorszk városát is (régebben Terijoki).
1991-ben a népszavazásban ismét a Szentpétervár nevet viseli a város, de terület továbbra is a régebbi nevét viseli.

## Népesség

### A legnépesebb települések
|     | Név            | Orosz név    | Népesség (fő, 2023) |
| --- | -------------- | ------------ | ------------------- |
| 1.  | Murino         | Мурино       | 104 611             |
| 2.  | Gatcsina       | Гатчина      | 92 684              |
| 3.  | Vszevolozsszk  | Всеволожск   | 78 849              |
| 4.  | Viborg         | Выборг       | 79 962              |
| 5.  | Szertolovo     | Сертолово    | 70 921              |
| 6.  | Kudrovo        | Кудрово      | 64 904              |
| 7.  | Szosznovij Bor | Сосновый Бор | 64 121              |
| 8.  | Tyihvin        | Тихвин       | 54 286              |
| 9   | Kirisi         | Кириши       | 50 346              |
| 10. | Kingiszepp     | Кингисепп    | 49 005              |

## Járások
A közigazgatások neve, székhelye és 2010. évi népessége az alábbi:
| Magyar név              | Orosz név             | Székhely         | Lélekszám |
| ----------------------- | --------------------- | ---------------- | --------- |
| Bokszitogorszki járás   | Бокситогорский район  | Bokszitogorszk   | 15 695    |
| Gatcsinai járás         | Гатчинский район      | Gatcsina         | 140 210   |
| Kingiszeppi járás       | Кингисеппский район   | Kingiszepp       | 19 830    |
| Kirisi járás            | Киришский район       | Kirisi           | 11 455    |
| Kirovszki járás         | Кировский район       | Kirovszk         | 62 533    |
| Logyejnoje Poljei járás | Лодейнопольский район | Logyejnoje Polje | 9 795     |
| Lomonoszovi járás       | Ломоносовский район   | Lomonoszov       | 70 245    |
| Lugai járás             | Лужский район         | Luga             | 40 166    |
| Podporozsjei járás      | Подпорожский район    | Podporozsje      | 13 000    |
| Priozerszki járás       | Приозерский район     | Priozerszk       | 43 260    |
| Szlancevi járás         | Сланцевский район     | Szlancev         | 10 038    |
| Tyihvini járás          | Тихвинский район      | Tyihvin          | 12 529    |
| Tosznói járás           | Тосненский район      | Toszno           | 83 898    |
| Volhovi járás           | Волховский район      | Volhov           | 48 000    |
| Voloszovói járás        | Волосовский район     | Voloszovo        | 49 443    |
| Vszevolozsszki járás    | Всеволожский район    | Vszevolozsszk    | 153 045   |
| Viborgi járás           | Выборгский район      | Viborg           | 120 446   |